# Nikolaus Lehnhoff
Nikolaus Lehnhoff (* 20. Mai 1939 in Hannover; † 22. August 2015 in Berlin) war ein deutscher Opernregisseur.

## Leben
Nach seinem Studium der Theaterwissenschaft an der Universität Wien (Promotion 1962) wurde Lehnhoff 1963 Regieassistent an der Deutschen Oper Berlin bei Gustav Rudolf Sellner und bei Wieland Wagner in Bayreuth. 1966 wechselte er als Assistent an die Metropolitan Opera in New York.
Zu Lehnhoffs wichtigsten Arbeiten zählen Wagner-Inszenierungen, darunter Tristan und Isolde 1973 im Römischen Theater Orange mit Birgit Nilsson und Jon Vickers (auch die neue Produktion dieses Musikdramas beim Glyndebourne Festival 2006 mit Nina Stemme). Karl Böhm empfahl ihn 1972 nachdrücklich für Die Frau ohne Schatten in Paris mit Christa Ludwig, Walter Berry, Leonie Rysanek und James King.
Früh arbeitete er mit avantgardistischen Bühnenbildnern zusammen wie Heinz Mack, Günther Uecker, Adolf Luther und Suzan Pitt. Hans Magnus Enzensberger schrieb für Lehnhoffs Inszenierung des Fidelio (Theater am Goetheplatz in Bremen, 1974, Ausstattung: Uecker) neue Texte anstelle der originalen Dialoge.
Lehnhoffs Der Ring des Nibelungen 1984 in San Francisco war in einer an Caspar David Friedrich orientierten Ausstattung angesiedelt. Beim Ring an der Bayerischen Staatsoper 1987 arbeitete er mit Erich Wonder zusammen, Dirigent war Wolfgang Sawallisch.
Im Jahre 1990 debütierte Lehnhoff bei den Salzburger Festspielen mit Mozarts Idomeneo; weiters inszenierte er in Salzburg Die Gezeichneten von Franz Schreker (2005) und zuletzt Richard Strauss Elektra (2010).
Seit seiner Zeit bei Wieland Wagner arbeitete Lehnhoff mit Anja Silja, insbesondere bei drei Produktionen von Leoš-Janáček-Opern in Glyndebourne.
In späteren Jahren arbeitete Lehnhoff u. a. auch mehrfach am Festspielhaus Baden-Baden.
Seine letzte Inszenierung im Mai 2015 war Giacomo Puccinis Turandot an der Mailänder Scala.